# Ramkhamhaeng
Pho khun Ramkhamhaeng il Grande (in thailandese พ่อขุนรามคำแหงมหาราช, Pho Khun Ramkhamhaeng Maharat; [pʰɔ̂ː kʰǔn raːm kʰam hɛ̌ːŋ má hǎː râːt]; ) (tra il 1237 ed il 1247 – 1298) è stato il terzo sovrano di Sukhothai, antico regno fondato nel 1238 dal padre Sri Indraditya nei territori centro-settentrionali dell'odierna Thailandia.
Regnò tra il 1279 ed il 1298, durante il periodo di maggior splendore del Regno di Sukhothai. È considerato il creatore dell'alfabeto thailandese e contribuì all'affermazione del buddhismo theravada come religione di Stato. Conosciuto come uno dei più grandi sovrani di Siam/Thailandia, gli è stato assegnato l'appellativo maharat, dal sanscrito "grande re".

## Biografia

### Famiglia
Era figlio di pho khun Sri Indraditya (in thailandese ศรีอินทราทิตย์), fondatore nel 1238 d.C. del Regno di Sukhothai, il primo grande Stato dei siamesi, e della regina Sueang. Ebbe due sorelle e due fratelli, il più anziano dei quali morì durante il regno del padre, mentre il secondo fratello succedette a Sri Indraditya con il nome regale Ban Mueang. Secondo una leggenda popolare, Ramkhamhaeng era figlio di un'orchessa e di un pescatore.

### Regno

#### Ascesa al trono
Ram Khamhaeng salì al trono nel 1279 alla morte del fratello Ban Mueang, quando il territorio del regno era di dimensioni modeste. Tra gli eventi più significativi di inizio regno vi fu la relazione amorosa tra Mae-nang Soidao (conosciuta in Birmania con il nome May Hnin Thwe-Da), una delle sue figlie, con il capitano delle guardie di palazzo Wareru. Quest'ultimo avrebbe fondato il Regno di Hanthawaddy nei territori dell'odierna Birmania meridionale e avrebbe dato vita al codice delle leggi che prese il suo nome e che è stato alla base dei codici legali siamesi e birmani.

#### Campagne militari
Nei vent'anni di regno, Ramkhamhaeng governò facendo buon uso della diplomazia. Strinse importanti alleanze e condusse campagne militari che gli permisero di estendere l'influenza di Sukhothai a est fino ai territori delle odierne Vientiane e Luang Prabang in Laos, a ovest fino al mare delle Andamane nei territori dell'odierna Birmania meridionale e a sud nella penisola malese fino al regno di Tambralinga. Nel nord rese vassalle le mueang di Lampang, Phrae e Nan. Non annetté i territori sottomessi limitandosi a imporre la propria supremazia ai sovrani locali.
Continuò le ostilità contro l'Impero Khmer, al quale Sukhothai era stata sottomessa per secoli prima dell'indipendenza. Una sua campagna contro i Khmer lasciò grandi devastazioni in territorio nemico. Non riuscì a rendere vassali i regni che si trovavano sui territori dell'odierna Thailandia Centrale, che si sarebbero a loro volta affrancati dal vassallaggio ai Khmer alcuni decenni più tardi e avrebbero formato il regno di Ayutthaya.

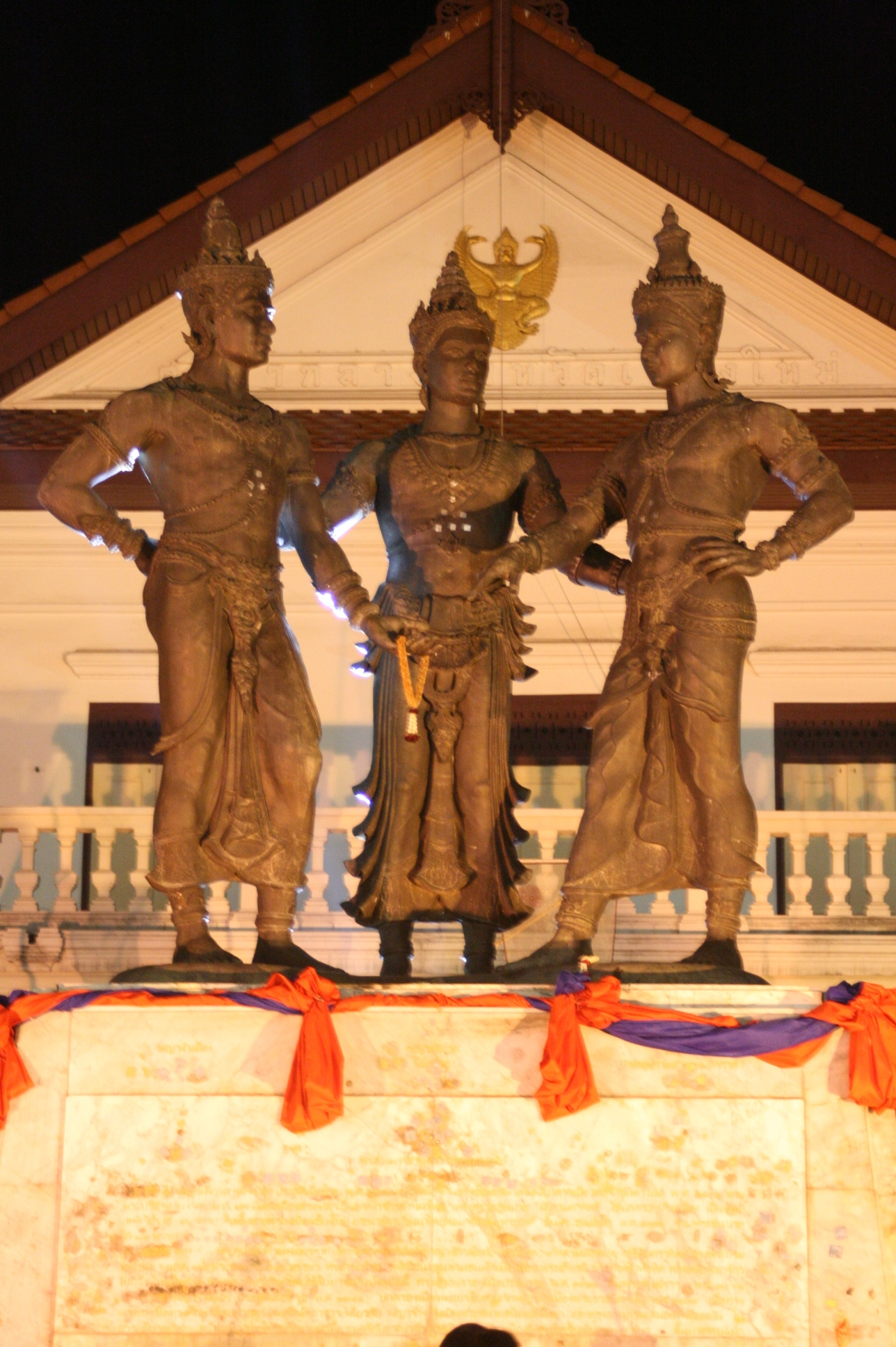
Chiang Mai, monumento ai re Ngam Muang del Regno di Phayao (a sinistra), Mangrai del Regno Lanna (al centro), e Ramkhamhaeng(a destra)

#### Diplomazia
Secondo quanto riportano le cronache cinesi, tra il 1292 e il 1303 Ramkhamhaeng inviò nove ambasciate presso la corte della dinastia Yuan mongola che controllava la Cina. Per legittimare il proprio regno, fece pervenire all'imperatore i doni che aveva richiesto. Le visite diplomatiche contribuirono a cementare i rapporti tra Cina e Siam e gli ambasciatori rientrarono portando con sé artigiani che insegnarono ai Siamesi le raffinate tecniche cinesi per la manifattura della ceramica, che divenne una buona fonte di introiti per il regno. La zona di Sukhothai è tuttora rinomata per le ceramiche di Sangkhalok. Fu inoltre dato il via al commercio del riso tra i due stati, che entrambi stabilirono il reciproco libero scambio con l'esenzione dalle tasse per i commercianti. Fu la prima volta che cittadini cinesi si recarono in Siam per affari.
La alleanza più famosa di Ramkhamhaeng fu quella sottoscritta con i sovrani Ngam Muang del Regno di Phayao, del quale si dice che ne abbia sedotto la moglie, e Mangrai del Regno Lanna. L'alleanza rese possibile una coordinata espansione di ognuno dei tre regni senza interferenze da parte dei sovrani degli altri due regni.

#### Cultura e religione
Il sovrano fu un devoto buddhista e promosse la fede theravada a religione di stato. Durante il suo regno, Sukhothai divenne la culla della civilizzazione e delle arti siamesi. In particolari le statue in bronzo dell'epoca di Sukhothai raggiunsero un livello particolarmente alto di espressività. Le ceramiche di Sukhothai e della vicina Sawankhalok furono prodotte per la prima volta sotto il suo regno grazie agli artigiani e alla tecnologia che Ramkhamhaeng fece arrivare dalla Cina, e divennero uno dei principali prodotti delle esportazioni all'estero.

##### Stele di Ramkhamhaeng e creazione dell'alfabeto thai

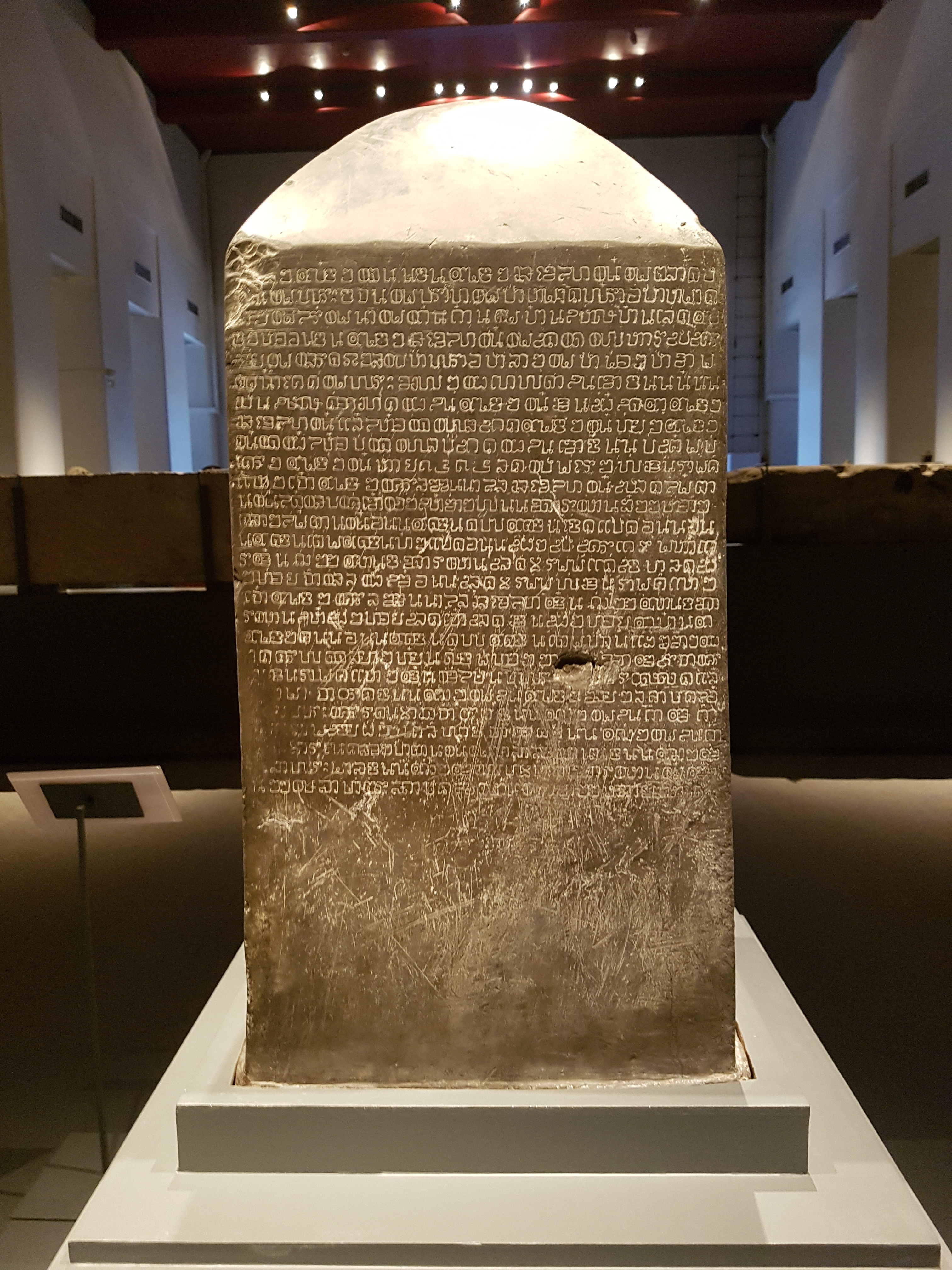
La stele di Ramkhamhaeng al Museo nazionale di Bangkok

Nel 1833, il principe Mongkut del Siam, che sarebbe in seguito diventato re Rama IV, scoprì nella zona di Sukhothai una stele recante inscrizioni che sono state considerate il primo esempio di alfabeto thai. Le inscrizioni furono decifrate e si stabilì che contengono una descrizione del regno di Sukhothai scritta nel 1292 ai tempi di Ramkhamhaeng, il quale viene quindi indicato come il creatore dell'alfabeto nazionale. L'alfabeto usato è in realtà una forma arcaica di thailandese, molto diversa da quella attuale, e contiene elementi somiglianti all'alfabeto khmer antico, del quale sembra un adattamento. Dalla stele proviene la maggior parte di quanto è stato tramandato su Ramkhamhaeng, che viene in essa descritto come un governante paternalista e bonario, la cui giustizia e liberalità era uguale per tutti i suoi sudditi.
L'autenticità della stele è stata messa in dubbio da diversi storici; secondo Michael Vickery, a sostegno di questa ipotesi vi sono i dubbi espressi sull'alfabeto, i vocaboli e il contenuto utilizzati per la sua realizzazione. La successiva tesi secondo cui la stele è un falso organizzato da re Mongkut ha ulteriormente inasprito il dibattito, tuttora irrisolto, con quanti sostengono invece che sia autentica.

### Morte e successione
Secondo le Cronache degli Yuan, Ramkhamhaeng morì nel 1298 e gli succedette il figlio Loe Thai. Lo storico George Coedès ha invece ipotizzato che potrebbe essere morto poco prima del 1318. Tra le varie leggende riguardanti la sua morte, vi sono quelle che descrivono il suo annegamento nelle rapide di un fiume di Sawankhalok e il suo assassinio da parte della principessa guerriera malese Adruja Sriwijayamala Singha durante una battaglia tra le truppe siamesi e quelle malesi durante una campagna espansionistica condotta nel sud.